# 國際勝共聯合
国际胜共联合，全稱國際戰勝共產主義聯合會（International Federation for Victory Over Communism），是一个于1968年1月13日设立于韩国的反共右翼政治团体，其創辦人为「統一教會」（統一協會）教祖文鮮明。文鮮明在總統朴正熙的庇護下，與日本首相岸信介、中華民國總統蔣中正等國際反共人士協議創立世界性反共組織，於美國支援下促成組織成立。該組織由日本右翼巨頭笹川良一擔任名譽會長，並以小川半次、大坪保雄、辻寛一、千葉三郎、玉置和郎、源田実等日籍人士組織顧問團，藉此加強與岸信介、蔣中正等東亞反共人士的關係。該組織的機關報为《思想新聞》，月刊雜誌为《世界思想》。其關聯公司的「世界日報社」發行日刊新聞《世界日報》。

## 外部連結
- 官方网站